# Aryk

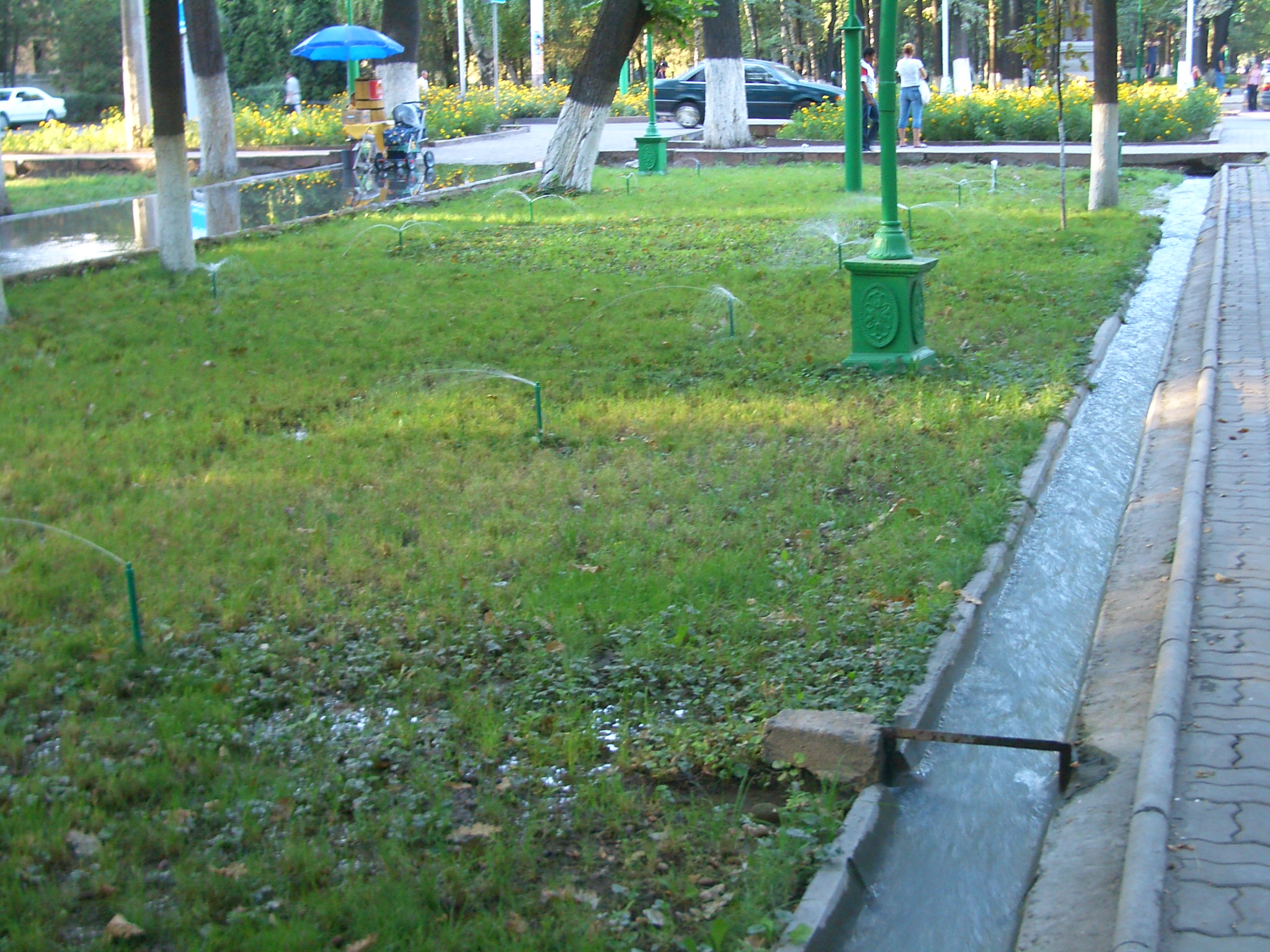
Pequeño aryk en Biskek.

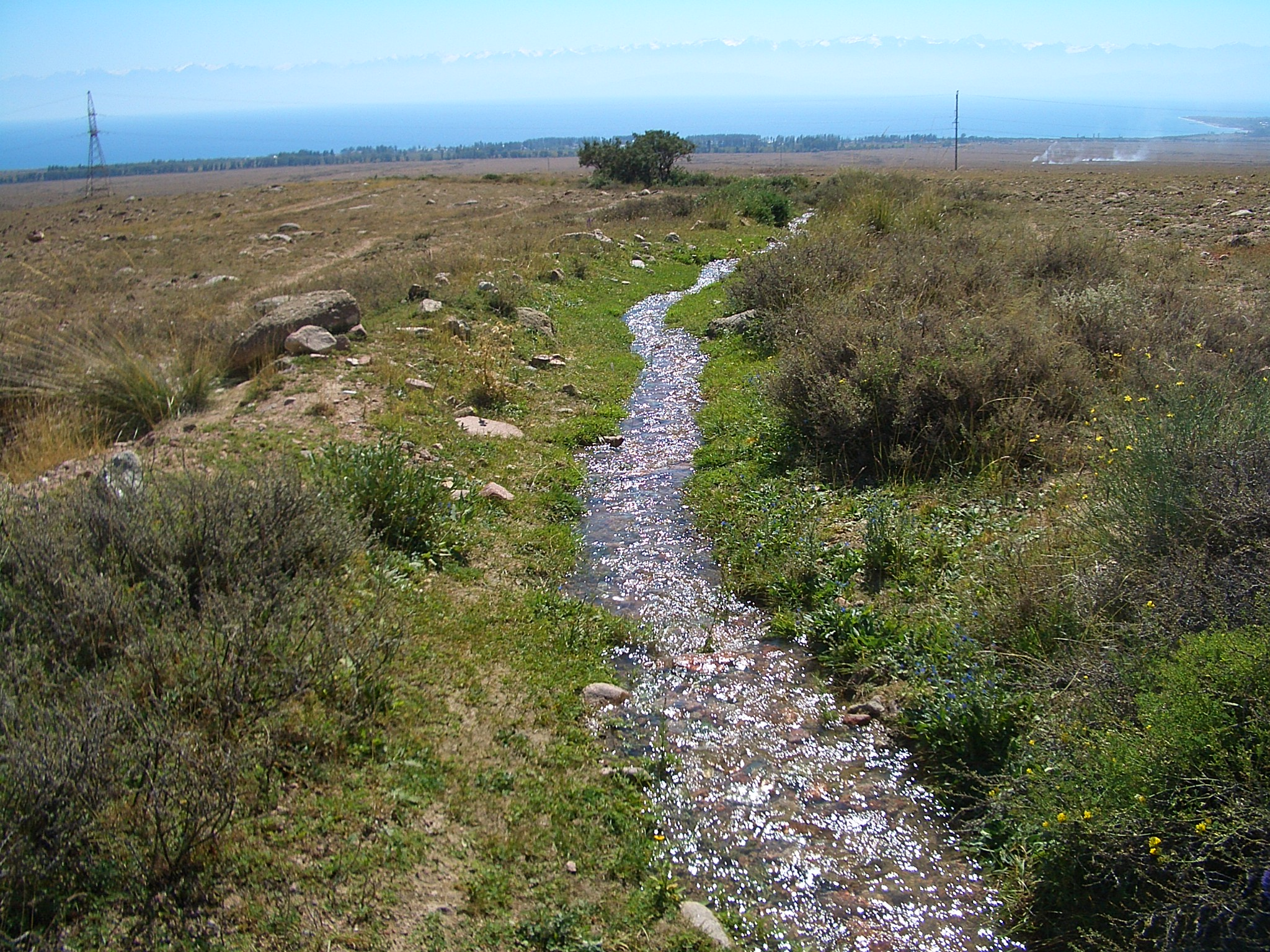
Aryk (arroyo encauzado) cerca de Tamchi y el lago Issyk-Kul, Kirguizistán.

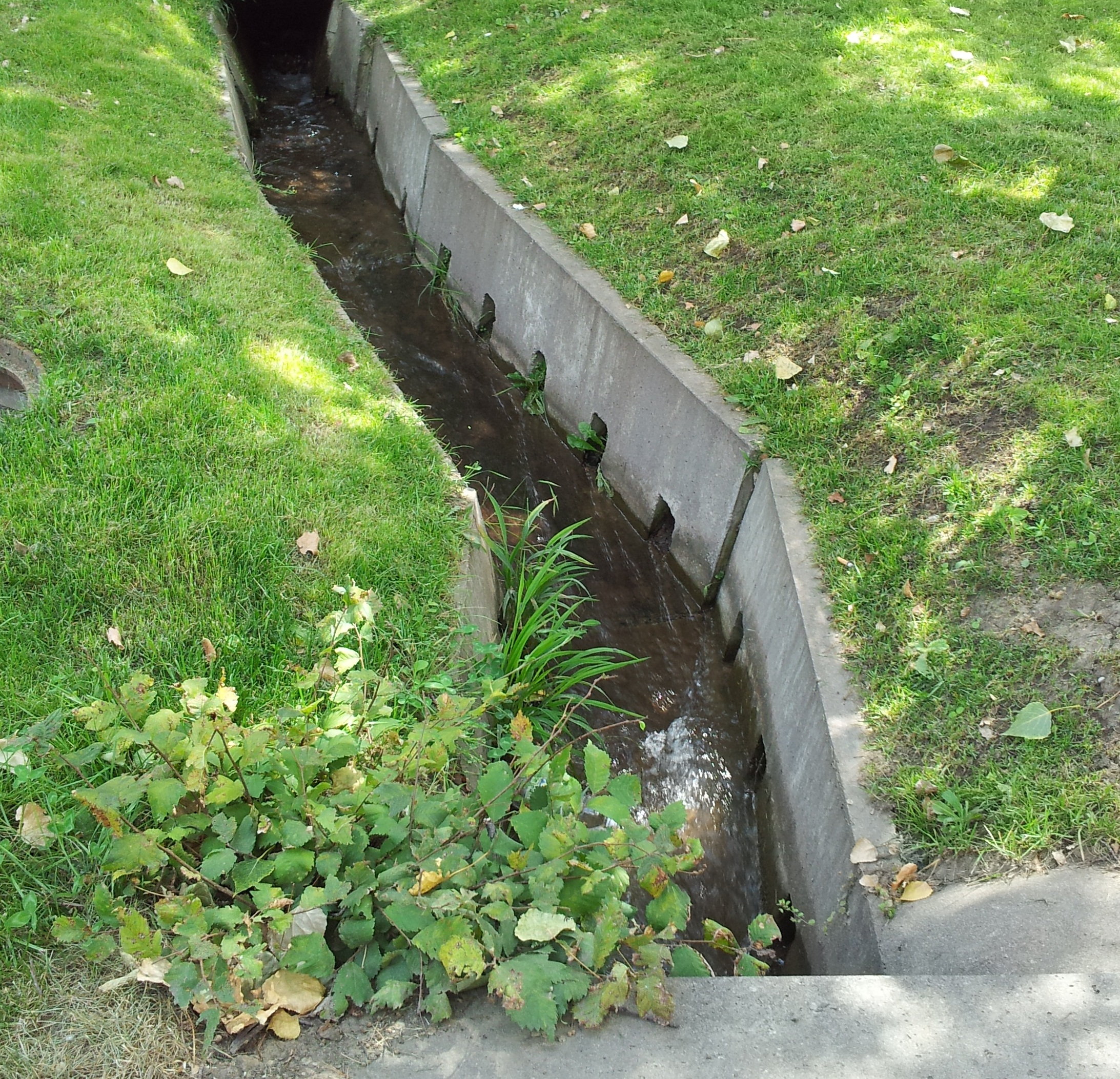
Aryk en Alma-Ata.

Un aryk (en turco: arık, en azerí: arx, en kazajo: арық, en uzbeko: ариқ, ariq, en armenio: առու, en ruso: Ары́к) es una obra hidráulica en forma de pequeño canal de irrigación en el Asia Central soviética y en Asia Central, así como en Transcaucasia, regiones de clima árido. Se usan desde tiempos remotos y cuentan con unos 3 000 años de historia documentada.
Los aryk son usados con frecuencia en las zonas urbanas para la irrigación de los árboles en los periodos estivales caracterizados por la casi ausencia de precipitaciones (como en Tashkent, Alma-Ata o Biskek).
Los estados y las autoridades locales de los países centroasiáticos apoyan la construcción de aryk y mantienen la integridad de las construcciones y el suministro de agua. Del control de los aryks en las ciudades y aldeas se encargan normalmente los "ancianos" de los aryk, como en los kishlak.
Muchos topónimos en Uzbekistán, especialmente en la provincia de Ferganá, contienen la palabra aryk: Altyarık, Besarik o Kumarik, o en la provincia de Corasmia, Yangiariq.